# Потоцкий, Анджей (польный гетман)
А́нджей Пото́цкий (пол. Andrzej Potocki, 1630—1691) — польский магнат и военный из рода Потоцких. Основатель города Ивано-Франковска, прототип нескольких художественных героев.

## Биография
Старший сын великого гетмана коронного Станислава «Реверы» Потоцкого и Софии Калиновской. Староста в городах Галич, Вышогруд, Лежайск, Снятын, Коломыя, Мостиска, Медыка.
Участник Русско-польской войны 1654—1667, за что был удостоен почётного титула великого коронного хорунжего. Будучи коронным обозным, командовал польским отрядом, высланным на помощь Ивану Выговскому. Во время битвы при Конотопе участвовал в блокаде Киева. В ноябре 1659 года во главе польского отряда участвовал в битве под Хмельником, пытаясь предотвратить разгром сторонников низложенного гетмана Ивана Выговского. В декабре 1659 года повторно разбит войсками В. Б. Шереметева. В феврале 1660 совместно с отцом, великим коронным гетманом Станиславом Потоцким, безуспешно осаждал Могилёв-Подольский.
Воевода Киевского воеводства с 1668 по 1673 год. Участник Хотинской битвы 1673 года, где командовал кавалерией левого крыла. Руководил польскими войсками в битве под Калушом в 1675 году, где разбил крымчаков. Воевода Краковского воеводства с 1680 года. Каштелян Кракова с 1682 года. Польный гетман коронный (1684—1691).

## Семья
Был женат на Анне Рысинской (ум. 1697/1703). Дети:
- Станислав Потоцкий (1659—1683), староста галицкий;
- Юзеф Потоцкий (1673—1751), великий гетман коронный;
- Катаржина Потоцкая, 1-й муж с 1688 года подчаший коронный Людвиг Ян Велепольский (ум. 1688), 2-й муж староста вислицкий Франциск Теодор Денгоф, 3-й муж саксонский генерал Антоний де Ламотт.